# Le Val-d'Hazey
Le Val-d'Hazey é uma comuna francesa na região administrativa da Normandia, no departamento de Eure. Estende-se por uma área de 14.37 km². Em 2010 a comuna tinha 5 562 habitantes (densidade: 387,1 hab./km²).
Foi criada em 1 de janeiro de 2016, após a fusão das antigas comunas de Aubevoye, Sainte-Barbe-sur-Gaillon e Vieux-Villez.